# Club Voleibol Diego Porcelos
El C.V. Diego Porcelos de Burgos era un equipo español de voleibol femenino que compitió entre 2002 y 2012 bajo el patrocinio de la Universidad de Burgos. En temporadas anteriores también patrocinaron y prestaron su nombre al equipo Construcciones Damesa (1998-2002) y Leisa (1996-1998). Nacido en 1976 como sección de la agrupación deportiva del instituto Diego Porcelos, en 1997 se constituye como club independiente y en ese año se produce el ascenso a la máxima categoría. Durante su última temporada fue el equipo decano de la Superliga Femenina por la desaparición en 2011 del Club Voleibol Tenerife.
A partir de 2012 las categorías inferiores se desligan del club y siguen compitiendo bajo el nombre de Universidad de Burgos

## Competiciones europeas
En el terreno estrictamente deportivo, la mayor hazaña del equipo burgalés ha sido la clasificación para la final a cuatro de la Copa CEV europea en 2006; final celebrada en Turín (Italia), en la semana posterior al cierre de los Juegos Olímpicos de Turín 2006. Tras enfrentarse al anfitrión Bigmat Kerakoll Chieri en la semifinal, consiguió en la final de consolación el tercer puesto frente al Balakovskaia AES Balakovo (Balakovo, Rusia). El campeón fue finalmente el otro equipo italiano, el Scavolini Robursport de Pésaro. También se clasificó para la final de la Copa CEV 2007 de Perugia (Italia) junto al Zarechie Odontisovo (Rusia) y los italianos Sant´Orsola Asystel Novara y Sirio Perugia, siendo éste el anfitrión el que ganó la primera plaza y quedando en cuarto lugar el Universidad de Burgos.

## Actividades locales
El club realiza también otras actividades de promoción del voleibol en la provincia de Burgos. Acabada la liga de voleibol se celebra, en el mes de junio, un torneo de vóley playa en la ciudad de Burgos en un campo artificial de arena; en 2005 se celebró ya el IX Torneo de Vóley Playa El Mirador en el que participaron 83 equipos en categoría sénior, 22 en la categoría de empresas y 25 en la categoría juvenil. En los meses de verano colabora con la Diputación Provincial de Burgos organizando el Circuito Provincial de Voley Playa (vóley playa en equipos de 4). En septiembre de 2004 se celebró por primera vez el Trofeo Diputación de Burgos, torneo de pretemporada de voleibol femenino, disputado en diversas localidades de la provincia con la participación de equipos de Superliga y FEV.

## Plantillas
| #                                                                 | Nombre                  | F. Nacimiento            | Estatura | Origen  | Co | Re | Ce | Op | Li |
| ----------------------------------------------------------------- | ----------------------- | ------------------------ | -------- | ------- | -- | -- | -- | -- | -- |
| 1                                                                 | Cristina Alves Oliveira | 30 de junio de 1982      | 1,85 m   | Brasil  |    |    | x  |    |    |
| 3                                                                 | Danira Costa            | 7 de enero de 1992       | 1,78 m   | España  | x  |    |    |    |    |
| 4                                                                 | Juliana Ribeiro         | 24 de septiembre de 1981 | 1,78 m   | Brasil  |    | x  |    |    |    |
| 5                                                                 | Alba María Sánchez      | 9 de septiembre de 1991  | 1,80 m   | España  |    | x  |    |    |    |
| 6                                                                 | María José Blas         | 22 de julio de 1982      | 1,77 m   | España  |    |    |    |    | x  |
| 8                                                                 | Mireya Delgado          | 5 de noviembre de 1991   | 1,78 m   | España  |    | x  |    |    |    |
| 10                                                                | Regina Miloserdova      | 9 de junio de 1973       | 1,89 m   | Ucrania |    |    | x  |    |    |
| 11                                                                | Irene Cano              | 23 de abril de 1985      | 1,86 m   | España  |    |    | x  |    |    |
| 12                                                                | Sara Hernández          | 12 de septiembre de 1986 | 1,75 m   | España  | x  |    |    |    |    |
| 14                                                                | Soraya Fraga dos Santos | 17 de julio de 1979      | 1,84 m   | Brasil  |    |    |    | x  |    |
| 16                                                                | Paula Pérez             | 16 de noviembre de 1992  | 1,85 m   | España  |    |    |    | x  |    |
| Entrenador: José Miguel Pérez Asistente: Juan Diego García (baja) |                         |                          |          |         |    |    |    |    |    |
| Semifinales de la Copa de la Reina 2012                           |                         |                          |          |         |    |    |    |    |    |

| #                                                           | Nombre                  | F. Nacimiento           | Estatura | Origen         | Co | Re | Ce | Op | Li |
| ----------------------------------------------------------- | ----------------------- | ----------------------- | -------- | -------------- | -- | -- | -- | -- | -- |
| 1                                                           | Noemí Coloma            | 26 de febrero de 1989   | 1,71 m   | España         | x  |    |    |    |    |
| 2                                                           | María José Garrido      | 8 de septiembre de 1981 | 1,83 m   | España         |    | x  |    |    |    |
| 3                                                           | Julia Rodríguez         | 6 de febrero de 1992    | 1,80 m   | España         |    |    | x  |    |    |
| 4                                                           | Ana Ramírez             | 4 de noviembre de 1981  | 1,77 m   | España         |    |    |    |    | x  |
| 5                                                           | Alba María Sánchez      | 9 de septiembre de 1991 | 1,80 m   | España         |    | x  |    |    |    |
| 6                                                           | Paula Pérez             | 16 de noviembre de 1992 | 1,85 m   | España         |    |    |    | x  |    |
| 8                                                           | Mireya Delgado          | 5 de noviembre de 1991  | 1,78 m   | España         |    | x  |    |    |    |
| 10                                                          | Regina Miloserdova      | 9 de junio de 1973      | 1,89 m   | Ucrania        |    |    | x  |    |    |
| 12                                                          | Michelle Moriarty       | 29 de abril de 1986     | 1,78 m   | Estados Unidos | x  |    |    |    |    |
| 14                                                          | Soraya Fraga dos Santos | 17 de julio de 1979     | 1,84 m   | Brasil         |    |    |    | x  |    |
| 16                                                          | Sara González           | 16 de noviembre de 1984 | 1,90 m   | España         |    |    | x  |    |    |
| Bajas:                                                      |                         |                         |          |                |    |    |    |    |    |
| 7                                                           | Soriana Pacheco         | 3 de junio de 1987      | 1,78 m   | Venezuela      | x  |    |    |    |    |
| Entrenador: José Miguel Pérez Asistente: Juan Miguel Méndez |                         |                         |          |                |    |    |    |    |    |
| 4.º Superliga 2011 Semifinales de la Copa de la Reina 2011  |                         |                         |          |                |    |    |    |    |    |

| #                                                           | Nombre                   | F. Nacimiento           | Estatura | Origen  | Co | Re | Ce | Op | Li |
| ----------------------------------------------------------- | ------------------------ | ----------------------- | -------- | ------- | -- | -- | -- | -- | -- |
| 1                                                           | Noemí Coloma             | 26 de febrero de 1989   | 1,71 m   | España  | x  |    |    |    |    |
| 2                                                           | María José Garrido       | 8 de septiembre de 1981 | 1,83 m   | España  |    | x  |    |    |    |
| 4                                                           | Ana Ramírez              | 4 de noviembre de 1981  | 1,77 m   | España  |    |    |    |    | x  |
| 5                                                           | Alba María Sánchez       | 9 de septiembre de 1991 | 1,80 m   | España  |    | x  |    |    |    |
| 7                                                           | Mariana Alves            | 27 de marzo de 1987     | 1,84 m   | Brasil  |    | x  |    |    |    |
| 8                                                           | Mireya Delgado           | 5 de noviembre de 1991  | 1,78 m   | España  |    |    |    | x  |    |
| 10                                                          | Regina Miloserdova       | 9 de junio de 1973      | 1,89 m   | Ucrania |    |    | x  |    |    |
| 11                                                          | Marcela Gonçalves Correa | 1 de diciembre de 1987  | 1,77 m   | Brasil  | x  |    |    |    |    |
| 14                                                          | Soraya Fraga dos Santos  | 17 de julio de 1979     | 1,84 m   | Brasil  |    | x  |    |    |    |
| 16                                                          | Sara González            | 16 de noviembre de 1984 | 1,90 m   | España  |    |    | x  |    |    |
| Entrenador: José Miguel Pérez Asistente: Juan Miguel Méndez |                          |                         |          |         |    |    |    |    |    |
| 3.º Superliga 2010 2.º Copa de la Reina 2010                |                          |                         |          |         |    |    |    |    |    |

| #                                                           | Nombre                  | F. Nacimiento           | Estatura | Origen               | Co | Re | Ce | Op | Li |
| ----------------------------------------------------------- | ----------------------- | ----------------------- | -------- | -------------------- | -- | -- | -- | -- | -- |
| 1                                                           | Noemí Coloma            | 26 de febrero de 1989   | 1,77 m   | España               | x  |    |    |    |    |
| 4                                                           | Ana Ramírez             | 4 de noviembre de 1981  | 1,77 m   | España               |    |    |    |    | x  |
| 5                                                           | Patricia Aranda         | 26 de junio de 1979     | 1,81 m   | España               | x  |    |    |    |    |
| 6                                                           | Katia Rodrigues         | 17 de mayo de 1979      | 1,83 m   | Brasil               |    | x  |    |    |    |
| 8                                                           | Leyla Chihuán           | 4 de septiembre de 1975 | 1,83 m   | Perú                 |    |    | x  |    |    |
| 9                                                           | María López             | 9 de noviembre de 1990  | 1,67 m   | España               |    | x  |    |    |    |
| 10                                                          | Regina Miloserdova      | 9 de junio de 1973      | 1,89 m   | Ucrania              |    |    | x  |    |    |
| 11                                                          | Jennifer Mendoza        | 8 de marzo de 1984      | 1,83 m   | España               |    | x  |    |    |    |
| 14                                                          | Soraya Fraga dos Santos | 17 de julio de 1979     | 1,84 m   | Brasil               |    | x  |    |    |    |
| 15                                                          | Lucy Suazo              | 16 de agosto de 1981    | 1,73 m   | República Dominicana |    |    |    |    | x  |
| 16                                                          | Sara González           | 16 de noviembre de 1984 | 1,90 m   | España               |    |    | x  |    |    |
| Entrenador: José Miguel Pérez Asistente: Juan Miguel Méndez |                         |                         |          |                      |    |    |    |    |    |
| 5.º Superliga 2009 Fase final de la Copa de la Reina        |                         |                         |          |                      |    |    |    |    |    |

| #                                                           | Nombre             | F. Nacimiento           | Estatura | Origen    | Co | Re | Ce | Op | Li |
| ----------------------------------------------------------- | ------------------ | ----------------------- | -------- | --------- | -- | -- | -- | -- | -- |
| 1                                                           | Noemí Coloma       | 26 de febrero de 1989   | 1,71 m   | España    | x  |    |    |    |    |
| 3                                                           | Geraldine Quijada  | 31 de enero de 1988     | 1,78 m   | Venezuela | x  |    |    |    |    |
| 4                                                           | Ana Ramírez        | 4 de noviembre de 1981  | 1,77 m   | España    |    |    |    |    | x  |
| 5                                                           | Elisenda Herms     | 14 de marzo de 1979     | 1,84 m   | España    |    |    | x  |    |    |
| 6                                                           | María López        | 9 de noviembre de 1990  | 1,67 m   | España    |    | x  |    |    |    |
| 8                                                           | Yasmina Hernández  | 24 de abril de 1984     | 1,84 m   | España    |    |    |    | x  |    |
| 9                                                           | Sara Sarmiento     | 12 de marzo de 1987     | 1,85 m   | España    |    |    | x  |    |    |
| 10                                                          | Regina Miloserdova | 9 de junio de 1973      | 1,89 m   | Ucrania   |    |    | x  |    |    |
| 11                                                          | Jennifer Mendoza   | 8 de marzo de 1984      | 1,83 m   | España    |    | x  |    |    |    |
| 13                                                          | Sabrina Seguí      | 12 de mayo de 1978      | 1,81 m   | Argentina | x  |    |    |    |    |
| 14                                                          | Noelia Sánchez     | 15 de febrero de 1982   | 1,82 m   | España    |    | x  |    |    |    |
| 16                                                          | Sara González      | 16 de noviembre de 1984 | 1,90 m   | España    |    |    | x  |    |    |
| Entrenador: José Miguel Pérez Asistente: Juan Miguel Méndez |                    |                         |          |           |    |    |    |    |    |
| 5.º Superliga 2008                                          |                    |                         |          |           |    |    |    |    |    |

| # | Nombre                 | F. Nacimiento           | Estatura | Origen     | Co | Re | Ce | Op | Li |
| --- | ---------------------- | ----------------------- | -------- | ---------- | -- | -- | -- | -- | -- |
| 3 | Silvia Fernández       | 21 de marzo de 1979     | 1,88 m   | España     |    | x  |    |    |    |
| 4 | Ana Ramírez            | 4 de noviembre de 1981  | 1,77 m   | España     |    |    |    |    | x  |
| 5 | Elisenda Herms         | 14 de marzo de 1979     | 1,84 m   | España     |    |    | x  |    |    |
| 7 | Eleonora Ivanova       | 3 de mayo de 1987       | 1,80 m   | Bulgaria   |    | x  |    |    |    |
| 8 | Yuliya Buyeva          | 24 de diciembre de 1975 | 1,86 m   | Ucrania    |    | x  |    |    |    |
| 9 | Enia Martínez          | 18 de diciembre de 1971 | 1,85 m   | Cuba       |    |    |    | x  |    |
| 10 | Regina Miloserdova     | 9 de junio de 1973      | 1,89 m   | Ucrania    |    |    | x  |    |    |
| 11 | Irene Cano             | 23 de abril de 1985     | 1,86 m   | España     |    |    | x  |    |    |
| 12 | Jennifer Mendoza       | 8 de marzo de 1984      | 1,83 m   | España     |    | x  |    |    |    |
| 13 | María Cristina Lauande | 25 de agosto de 1982    | 1,82 m   | Brasil     |    |    | x  |    |    |
| 14 | Alica Szekelyova       | 5 de enero de 1981      | 1,84 m   | Eslovaquia | x  |    |    |    |    |
| 16 | Carina Puccinelli      | 2 de noviembre de 1986  | 1,82 m   | Brasil     | x  |    |    |    |    |
| Entrenador: José Miguel Pérez Asistente: José Aurelio Delgado Vallín                                         |                        |                         |          |            |    |    |    |    |    |
| 4.º en la Superliga Fase final de la Copa de la Reina Finalista de la Supercopa de España 4.º en la Copa CEV |                        |                         |          |            |    |    |    |    |    |

| #                                                                        | Nombre              | F. Nacimiento           | Estatura | Origen   | Co | Re | Ce | Op | Li |
| ------------------------------------------------------------------------ | ------------------- | ----------------------- | -------- | -------- | -- | -- | -- | -- | -- |
| 1                                                                        | Sara Pérez          | 29 de noviembre de 1980 | 1,71 m   | España   | x  |    |    |    |    |
| 3                                                                        | Silvia Fernández    | 21 de marzo de 1979     | 1,88 m   | España   |    | x  |    |    |    |
| 4                                                                        | Ana Ramírez         | 4 de noviembre de 1981  | 1,77 m   | España   |    |    |    |    | x  |
| 5                                                                        | Elisenda Herms      | 14 de marzo de 1979     | 1,84 m   | España   |    |    | x  |    |    |
| 7                                                                        | Eleonora Ivanova    | 3 de mayo de 1987       | 1,80 m   | Bulgaria |    | x  |    |    |    |
| 9                                                                        | Enia Martínez       | 18 de diciembre de 1971 | 1,85 m   | Cuba     |    |    |    | x  |    |
| 10                                                                       | Regina Miloserdova  | 9 de junio de 1973      | 1,89 m   | Ucrania  |    |    | x  |    |    |
| 11                                                                       | Irene Cano          | 23 de abril de 1985     | 1,86 m   | España   |    |    | x  |    |    |
| 12                                                                       | María Teresa Martín | 31 de marzo de 1981     | 1,80 m   | España   |    | x  |    |    |    |
| 13                                                                       | Ana Serrano         | 30 de agosto de 1986    | 1,78 m   | España   | x  |    |    |    |    |
| 15                                                                       | Ana Paula Alves     | 7 de febrero de 1975    | 1,81 m   | Brasil   |    | x  |    |    |    |
| Entrenador: José Miguel Pérez Asistente: José Aurelio Delgado Vallín     |                     |                         |          |          |    |    |    |    |    |
| 4.º en la Superliga Fase final de la Copa de la Reina 3.º en la Copa CEV |                     |                         |          |          |    |    |    |    |    |

## Palmarés deportivo
- Superliga:
  - 3.º puesto: 2001, 2003 y 2010.
  - 4.º puesto: 1999, 2000, 2002, 2006 y 2007.
  - 5.º puesto: 1998, 2005, 2008 y 2009.
  - 6.º puesto: 2004.
- 4 veces Subcampeón de la Copa de la Reina: 2001, 2002, 2003 y 2010.
- 3.º en la Copa CEV 2006 y 4.º en 2007.
- Acceso a cuartos de final de Champions League en los años 2003 y 2004.

## Palmarés cronológico
- 1995: 
  - Ascenso a 1.ª División
- 1996:
  - Campeón Fase Final 1.ª División
- 1997: 
  - Campeón Fase Final 1.ª División
  - Ascenso a División de Honor
- 1998:
  - 5.º Puesto Superliga Femenina de Voleibol
  - 1/4 Final Copa de la Reina
- 1999:
  - 4.º Puesto Superliga Femenina de Voleibol
  - Semifinalista Copa de la Reina
  - 2.ª Ronda CEV Cup
- 2000:
  - 4.º Puesto Superliga Femenina de Voleibol
  - 1/4 Final Copa de la Reina
  - 2.ª Ronda CEV Cup
- 2001:
  - 3.º Puesto Superliga Femenina de Voleibol
  - Subcampeón Copa de la Reina
  - 1/8 Final CEV Cup
- 2002:
  - 4.º Puesto Superliga Femenina de Voleibol
  - Subcampeón Copa de la Reina
  - 1/4 Final Indesit European Champions League
- 2003: 
  - 3.º Puesto Superliga Femenina de Voleibol
  - Subcampeón Copa de la Reina
  - 1/4 Final Indesit European Champions League
- 2004:
  - 6.º Puesto Superliga Femenina de Voleibol
  - 1/4 Final Copa de la Reina
  - Subcampeón Supercopa de España
  - 1/8 Final Copa CEV
- 2005:
  - 5.º Puesto Superliga Femenina de Voleibol
  - Semifinalista Copa de la Reina
- 2006:
  - 4.º Puesto Superliga Femenina de Voleibol
  - 1/4 Final Copa de la Reina
  - 3.º Puesto CEV Cup
- 2007: 
  - 4.º Puesto Superliga Femenina de Voleibol
  - 1/4 Final Copa de la Reina
  - Subcampeón de Supercopa de España
  - 4.º Puesto CEV Cup
- 2008:
  - 5.º Puesto Superliga Femenina de Voleibol
  - 3.ª Ronda Challenge Cup
- 2009:
  - 5.º Puesto Superliga Femenina de Voleibol
  - 1/4 Final Copa de la Reina
  - 1/8 Final Challenge Cup
- 2010:
  - 3.º Puesto Superliga Femenina de Voleibol
  - Subcampeonato de la Copa de la Reina
  - Semifinalista Supercopa de España